# Бодега Беј (Калифорнија)
Бодега Беј (енгл. Bodega Bay) насељено је место без административног статуса у америчкој савезној држави Калифорнија.

## Демографија
По попису из 2010. године број становника је 1.077, што је 346 (-24,3%) становника мање него 2000. године.
| Група             | 2000.         | 2010.       |
| Белци             | 1.142 (80,3%) | 874 (81,2%) |
| Афроамериканци    | 5 (0,4%)      | 2 (0,2%)    |
| Азијати           | 19 (1,3%)     | 33 (3,1%)   |
| Хиспаноамериканци | 216 (15,2%)   | 126 (11,7%) |
| Укупно            | 1.423         | 1.077       |